# عبدالحفیظ تاسوافت
عبدالحفیظ تاسوافت (انگلیسی: Abdelhafid Tasfaout؛ زاده ۱۱ فوریهٔ ۱۹۶۹) یک بازیکن فوتبال اهل الجزایر است که در پست هافبک بازی می‌کرد.
او به مدت 5سال کاپیتان تیم ملی فوتبال الجزایر بود.